# Terente
Ștefan Vasali (n. 1895/1896 – d. 4 iunie 1927, canalul Cravia, zona Brăilei), cunoscut și sub poreclele Terente și „Regele bălților”, a fost un celebru bandit român de origine lipoveană. Numele său este scris uneori Ștefan Vasili.
Vasali a trăit ca nelegiuit după vârsta de 20 de ani, fiind poate înrăit de două căsătorii eșuate. Bun cunoscător al zonei Brăilei, a obținut avuții importante prin tâlhărie vreme de mulți ani, atacând singur sau în diverse bande. A fost închis și a evadat în mai multe rânduri, povestea sa fiind alimentată și chiar deformată de către presa de scandal a vremii. În ciuda crimelor comise, a câștigat simpatia publicului, pozând în postura de haiduc și amant ideal, fiind căutat de femei din toate stările sociale. În anul 1924 comite mai multe infracțiuni grave care determină investirea unor sume enorme din partea statului pentru capturarea sa. Pe parcursul următorilor trei ani, traversează Bulgaria, Serbia și Grecia, continuând traiul împotriva legii. Revine în țară în 1927, când batjocorește familia preotului din satul său. Gestul determină furia foștilor complici, care vor ajuta la capturarea lui.
Cultura de masă din România, atât atunci, cât și astăzi, a dat naștere unor producții inspirate din biografia lui Vasali „Terente”. Literatura, jurnalismul și filmul au redat în mai multe rânduri episoade din biografia lui ori au imaginat noi întâmplări, iar muzica și moda vestimentară au făcut aluzie la virilitatea, cruzimea și nepăsarea lui față de lege.

## Copilăria. Primii ani din tinerețe
Locul și anul nașterii nu sunt cunoscute cu exactitate. Unele surse vorbesc de satul Carcaliu din județul Tulcea, în vreme ce alte păreri indică localitatea Baldovinești, județul Brăila. Ștefan s-a născut într-o familie numeroasă de lipoveni săraci care se îndeletniceau cu pescuitul. După spusele mamei sale, a fost un copil cuminte și bun la învățătură.
Vasali este amintit ca un bărbat plăcut la înfățișare, cu ochii verzi-maronii, cu părul negru, înalt, bine făcut.
La nici 20 de ani se căsătorește cu Ustinia, fata lui Calistrat, cu care a avut patru copii. În 1916 efectuează stagiul militar, fiind recrutat în Marina Militară pentru a lupta în Primul Război Mondial, unde își pierde un frate mai mare. La întoarcere, ajunge căpitan de șlep (după o altă versiune, atman, adică șef de echipă pescărească). Doi dintre copiii săi mor înecați, trupurile nefiind găsite. Două zile mai târziu, soția bolnavă de ciumă moare la un spital din Giurgiu. Ceilalți doi copii mor în scurt timp, molipsiți de ciumă de către mama lor.
Pierderea primei soții și a celor patru copii îl determină pe Vasali să înceapă să bea, avându-l ca partener de băutură pe Akim Parfenie, cu a cărui fată mai mică, Avdotia Arina, se va căsători. La scurt timp după căsătorie, o soră a Arinei îi înscenează lui Vasili o presupusă infidelitate a soției cu un armator grec foarte bogat, de care aceasta fusese îndrăgostită cu puțin timp înaintea căsătoriei. Găsindu-l pe grec în grădina sa (invitat în fapt de sora Arinei), Vasali își înjunghie soția, care însă supraviețuiește datorită promptitudinii cu care a fost transportată la un spital brăilean. Vasali este arestat și încarcerat pentru prima oară, dar va evada grație ajutorului unui gardian.

## Celebritate
După evadare, Vasali comite infracțiunile prin care și-a câștigat renumele, presa vremii contribuind în mod semnificativ la crearea legendei din jurul numelui său. Chiar din ziua ce a urmat evadării sale, ziarele au scris următoarele: „Ediție specială, ediție specială! A evadat Terente! Terente, senzații, violențe!”. Deși cel la care se făcea referire nu era încă cunoscut, zvonul a căpătat imediat atenția oamenilor. Se crede că astfel s-a răspândit și porecla Terente.
Ca urmare a unei spargeri în compania unui cunoscut, este prins din nou însă evadează iarăși, de această dată fiind ajutat de o femeie, Didina. Bărbatul cunoștea foarte bine canalele din Balta Brăilei, ascunzătoarea sa fiind aflată pe insula Fundu Mare. El își formează o bandă împreună cu doi acoliți (Ștefan Petrof și Ion Lavrinte), cu care jefuiește lotcile (bărcile) pescarilor, iar apoi vasele cu mărfuri de pe Dunăre. Se spune că o parte din bunurile furate erau împărțite săracilor din satele vecine. Terente jefuiește 60.000 de lei de la un inginer responsabil cu salariile într-o carieră de piatră. Săvârșește primul omor în luna ianuarie a anului 1924, victima fiind un șef de post care o curta pe Didina.

### Răpirea
Terente era apreciat pentru virilitatea sa, primind scrisori și invitații de la doamne și domnișoare, pe care le onorează în parte. În iunie 1924, el răpește două fete de pension virgine (Netty Herovici, 17 ani, și Sylvia Bernescu, 22 de ani) și le ține sechestrate timp de o săptămână. Unele relatări susțin că fetele au fost abuzate sexual de acoliții lui Terente, în vreme ce alte păreri consideră că gestul nu le-a pus în pericol și doar a stimulat imaginea publică a banditului, fetele fiind bine tratate și răsplătite în acest interval cu daruri de preț. În orice caz, Sylvia Bernescu a fost convinsă să scrie un roman foileton inspirat de această aventură, În ghearele lui Terente. Prima parte a romanului a fost publicată în cotidianul „Dimineața”, la data de 28 octombrie 1924.

### Isteria Terente și exilul[cui?]
Ca urmare a faptelor și vieții aventuroase ale lui Vasali s-a născut o „isterie Terente”. Astfel, au apărut ciorapi de damă, chiloți și pălării „marca” Terente. Isprăvile amoroase ale banditului au trecut granița, foiletonul Sylviei Bernescu fiind citit mai cu seamă la Paris, unde detronează romanele lui Panait Istrati. Cotidiane de prestigiu, ca Daily Express (Marea Britanie), Corriere della Sera (Italia), Neue Freie Presse (Austria) și altele din Franța și Ungaria au trimis reporteri speciali la Brăila în căutarea lui Terente. În țară, au scris despre Terente ziarele Cuvântul și Curentul (din Brăila), dar și Universul. La Poșta centrală din oraș se primeau scrisori din toată țara pe numele banditului, în majoritate expediate de către femei. Terente, beneficiind de o garderobă foarte bogată, își permitea să participe deghizat la evenimente mondene, în ciuda faptului că era dat în urmărire generală. În plus, era foarte priceput în camuflaj, tradiția orală atribuindu-i abilitatea de a putea respira sub apă, servindu-se de tulpini de trestii.
Autoritățile ofereau o recompensă de 200.000 lei (300.000, după alte surse) pentru capturarea lui Terente, viu sau mort. Armata, poliția și jandarmeria au desfășurat manevre în Brăila și în împrejurimi în scopul prinderii sale. Astfel, perimetrul de 360 km dimprejurul localităților Brăila–Ghecet–Măcin și Brăila–Hârșova–Ghindănești a fost declarat zonă de război. Presa vremii comenta ironic lipsa de rezultate a campaniei deosebit de costisitoare a Armatei Române (s-au investit în acest sens 1.620.000 lei). Simțindu-se în pericol, Terente părăsește zona Brăilei, mergând în susul Dunării, până în Bulgaria. Urmează trei ani de exil în Bulgaria, Serbia și Grecia, unde comite 19 crime.

## Întoarcerea în țară. Moartea
În 1927 revine în România și își continuă tâlhăriile în zona Brăilei. În noaptea de Înviere (luna aprilie), pătrunde în casa preotului din satul său, jefuiește și o violează pe preoteasă. Gestul determină revolta pescarilor din sat, până atunci simpatizanți ai săi. Aceștia se oferă să sprijine jandarmeria și indică oamenilor de ordine ascunzătorile lui Terente. În dimineața zilei de 4 iunie, Terente este recunoscut de către soțul preotesei într-o barcă pe Dunăre și un jandarm deschide focul asupra lui.

Penisul lui Terente, aflat la I.M.L. București până în 2009. Pe pielea organului sunt tatuate cuvintele: „Fut bine și apăsat la cioc” (foto: 2007).

Autopsia a fost făcută de doctorița Maria Zaharescu, medic legist al Plășii Măcin, care, la cererea autorităților, a prelevat capul și penisul lui Terente. Capul a fost inițial îngropat în afara satului, apoi recuperat și trimis împreună cu penisul la Institutul Medico-Legal „Mina Minovici” din București. După mai multe refuzuri ale groparilor, restul cadavrului a fost înhumat de către un evreu. Groapa a fost prea puțin adâncă, astfel încât cadavrul a fost descoperit și devorat de câini. Penisul, cu o lungime de 22 cm în stare erectă, a fost conservat și expus la Institutul Medico-Legal „Mina Minovici” timp de 82 de ani, după care a fost aruncat din cauza degradării. Valoarea sa este dată și de mesajul tatuat pe el: „Fut bine și apăsat la cioc”. În noiembrie 2014, o copie fidelă a penisului a fost expusă în clubul swingers din București, Attraction Club.

## Memoria lui Terente în cultură
Pornind de la aura creată de presa interbelică, imaginea publică a lui Terente a reținut un număr de elemente mai mult sau mai puțin în concordanță cu biografia sa. El este reținut ca un amant pasional, chiar un violator (imagine cultivată prin îngroșarea episodului răpirii celor două virgine) care a avut raporturi sexuale cu numeroase femei. Dimensiunea neobișnuită a penisului său completează legenda, amintind de misticul rus Grigori Rasputin (al cărui organ copulator a fost de asemenea conservat până astăzi), cu deosebirea că rusul nu frecventa decât doamnele din înalta societate. Este cunoscută și cruzimea omorurilor săvârșite de Terente, virilitatea sa și criminalitatea fiind uneori combinate, obținând portretul unui Jack Spintecătorul local. Există și imaginea unui Terente haiduc justițiar, ceea ce ar justifica simpatia populației față de el, deși această viziune este mai puțin susținută de fapte. În limbajul uzual, va fi poreclit Terente un bărbat cu o sexualitate puternic afirmată, un libertin sau chiar deținătorul unui penis de mari dimensiuni.

### Literatură. Scrieri non-ficționale
Prima realizare de ficțiune inspirată de faimosul bandit a fost romanul foileton scris de Sylvia Bernescu începând cu 1924, În ghearele lui Terente. Autorul brăilean Fănuș Neagu i-a dedicat lui Terente — subiect legendar în județul său natal — mai multe scrieri, între care și un scenariu de film (vezi mai jos). Au mai scris despre Terente Ștefan Bănulescu și Eugen Barbu. Privitor la aceste scrieri, jurnalistul Cristian Teodorescu comentează: „niciunul dintre scriitorii români de după 1945 nu l-a atacat frontal pe celebrul bandit”.
Vlad Nica a elaborat o teză de doctorat având ca subiect reconstituirea vieții lui Terente, filtrată de influențele venite din presa de scandal a vremii. Cercetătorul observă: „Eu cunosc altă poveste despre Terente (decât cea aflată în circulație – n.n.)”, citându-l ca sursă pe Imanuel Ghirvas.

### Muzică
Episodul salvării lui Terente de la închisoare de către Didina a „consacrat” cuplul în folclorul muzical urban. Există mai multe cuplete (cu tente absurde, pornografice, etc.) potrivite pe muzica cântecului Je cherche après Titine⁠(fr)[traduceți] (fr. „O caut pe Titina”), scris de francezul Léo Daniderff (1878-1943) în 1917 și ajuns celebru în interpretarea lui Charles Chaplin în filmul Timpuri noi (1936). Iată o variantă a versurilor:
„Terente și Didina
Se plimbă cu mașina,
La orice cotitură
Mănânc-o prăjitură.
Didina s-a-necat,
Terente s-a-mpușcat.”
Formația românească de muzică rock Timpuri Noi amintește numele banditului în versurile piesei „Veta (În pădure la Băneasa”), apărută pe discul Basca abundenței (1998). Textul descrie un viol în pădurea Băneasa, situată la periferia Bucureștiului; violatorul se identifică pe rând cu Terente și cu ucigașul londonez Jack Spintecătorul: „Sînt Terente. Ba nu, sînt Jack Spintecătorul”.

### Film
În 1995, regizorul român Andrei Blaier a lansat filmul de lung-metraj Terente, regele bălților, după un scenariu scris de Fănuș Neagu și Lucian Chișu. Din distribuție fac parte actorii Gavril Pătru și Gheorghe Dinică.